# Marianska inbördeskriget

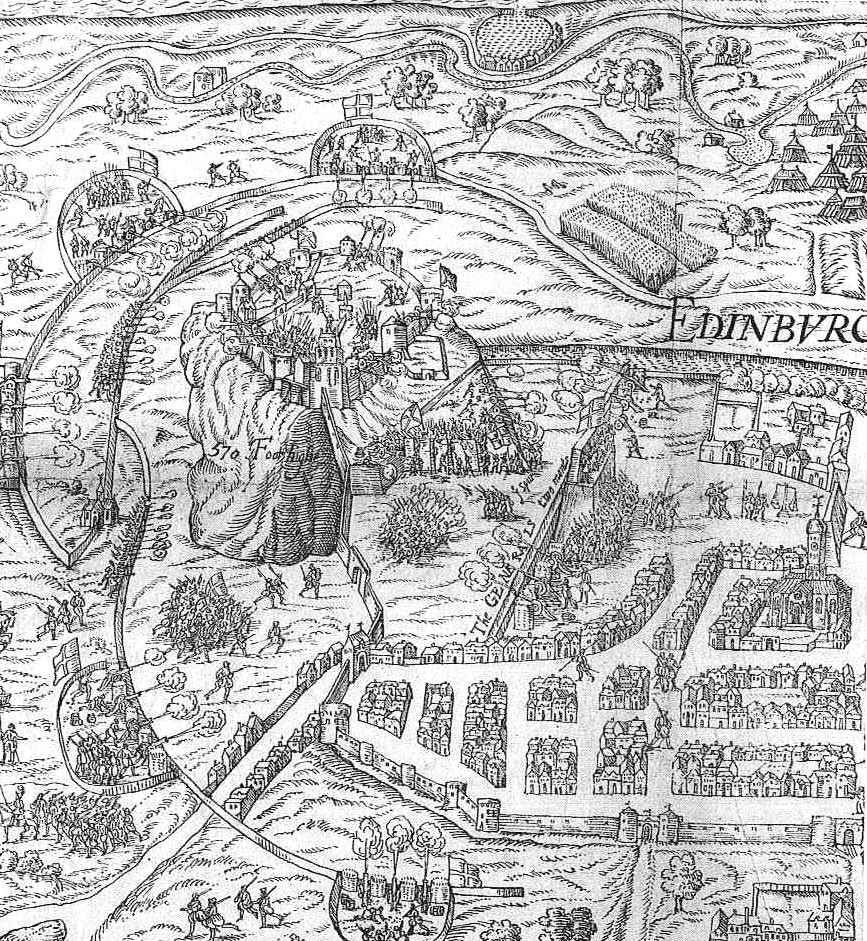
Träsnitt som framställer belägringen av Edinburgh Castle år 1573.

Marianska inbördeskriget var en konflikt som ägde rum i Skottland från 1568 till 1573, mellan anhängarna till den avsatta drottning Maria Stuart och hennes son Jakob VI:s förmyndarregering.
Konflikten utlöstes då Maria Stuart, som hade tvingats avsäga sig tronen till förmån för sin son, flydde från sitt fängelse i Loch Leven Castle i maj 1568 och samlade ihop trupper för att återta sin tron. Efter att ha lidit nederlag i Slaget vid Langside flydde Maria Stuart till England för att be om hjälp från Elisabet I av England, som emellertid fängslade henne. Hennes kvarvarande anhängare i Skottland samlade sig sedan i Edinburgh Castle, där de belägrades av Jakobs förmyndarregering från 1570 fram till att engelska trupper slutligen bröt den och gav segern till regeringssidan i maj 1573.